# マフノフシチナ

マフノフシチナ
Махновщина

国歌: 
"Розпрягайте, хлопці, коні "
（ウクライナ語）

マフノフシチナ（ウクライナ語: Махновщина, ウクライナ語ラテン翻字: makhnovshchyna）とは、革命後のウクライナにおいて1918年から1921年までの間存在した、アナキズムに基づく自由主義的なコミューンの名称である。運動指導者のネストル・マフノにちなんで命名された。ウクライナ革命蜂起軍（黒軍）とソビエトの保護の下で運営され、その領域にはおよそ700万人が暮らした。
一時期はアントーン・デニーキンの白軍に占領され南ロシア政府に支配されたが、黒軍と赤軍が連携したゲリラ戦によって1920年に白軍は駆逐された。
アナキストによって建設されたという性質上、このコミューンを「国家」や「政府」と見なすことについては異論がある。例えばマフノはこの「政府の指導者」と紹介されることがあるが、マフノ主義者によれば彼は純粋に軍事的な役割しか果たしていなかったという。

## 歴史

### 建設
1918年、「ナバト」（"Набат"、警鐘の意）の名で知られる最初のアナキストの会議において決定されたのは次の5つの指針であった。
1. すべての政党の停止
2. すべての独裁の排除
3. すべての国家の否定
4. すべての「過渡期」や「プロレタリア独裁」の否定
5. 評議会（ソビエト）によるすべての労働者の自己管理

これらの目標は明らかにボリシェヴィキのそれとは対立するものだった。さらにアナキストたちは自身のシンボル・カラーとして伝統的な黒を採用し、白い帝政主義者にも赤いボリシェヴィキにも反対を表明した。統治の原則は黒軍の文化教育部門によって発行された宣言文に示され、それには広く民衆が、とりわけ農民や労働者が関心を持った。

### 発展と特徴
1918年11月から翌年6月にかけ、マフノ主義者はウクライナの農民と労働者によって運営されるアナキズム社会の確立を成し遂げた。彼らの支配領域はベルジャーンシク、ドネツィク、アレクサンドロフスク（現在のザポリージャ）、エカチェリノスラフ（現在のドニプロペトロウシク）まで広がった。
マフノは1936年の著書『ウクライナのロシア革命』(«Русская революция на Украине»)で次のように述べている。
「村々の農業の大半は、労働者のことを理解した農民によってなされていた。コミューンは第一に平等と連帯に基いて組織され、メンバーの誰もが、男女問わず、完全な良心に基いて共に家事に勤しんでいた。（中略）作業計画は全員が出席する会議で決められ、彼らは自分たちがなすべきことを正確に知っていた」
黒軍の指導者たちによれば、マフノ主義者が自由を社会正義の到達点であるとして掲げた目標に則って、社会は再編されたという。教育はスペインの自由主義的教育者であるフランシスコ・フェレルの原則を踏襲し、経済は作物や畜産物を農村と都市の間で自由に交易するというピョートル・クロポトキンの理論に基づいていた。
マフノ主義者は「自由労働者と農民のソビエト」への支持を表明し、ウクライナの中央政府を批判した。その一方でマフノはボリシェヴィキを独裁者と呼び、「チェーカー（中略）やそれと同様の強制的で権威主義的な懲戒機関」にも反対し、さらに「言論、出版、集会、結社その他の自由」を求めた。マフノ主義革命と秘密警察の連携は宣言によって禁じられ、それに類するすべての民兵組織や警察組織はマフノフシチナの領内では非合法化された。歴史家のヘザー＝ノエル・シュワルツ(Heather-Noël Schwartz)は「マフノは政治的な権威のための組織を容認しなかっただろうし、そのためにはボリシェヴィキの革命委員会を解体することもいとわなかっただろう」と述べている。
しかし、ボリシェヴィキの側はマフノが2種類の秘密警察を持っていると非難していた。1919年6月4日のトロツキーの1824番指令によって、マフノは議会から排除され、その信用は毀損された。その指令では「黒軍は白軍を前にして退却を繰り返した。それは指導部の無能、犯罪的傾向、裏切り行為に起因している」とされた。

### 崩壊
ペトログラードのボリシェヴィキ政権は当初はマフノと同盟し、その自由主義の実験場として独立した地域の存在を認めていた。しかしマフノフシチナですべての政党が禁止されるに至って、ボリシェヴィキはマフノ主義を脅威と見なすようになり、マフノフシチナは軍閥政権であると断定するプロパガンダを再開した。ボリシェヴィキの新聞は、マフノフシチナの指導者は民主的にではなくマフノの軍閥によって選出されたと宣伝した。さらに、マフノ派はソビエトの鉄道員と電報官への食糧の提供を拒否し、その体制の「特殊部門」によって密かに処刑と拷問を行い、赤軍の物資輸送部隊を襲撃し、ロシアの都市部で致死的なテロを行った、などと無根拠に非難した。
最終的にボリシェヴィキはマフノフシチナとの提携関係を破棄し、黒軍へ奇襲攻撃を行った。

## 関連文献
- Peter Arshinov, History of the Makhnovist Movement (1918-1921), 1923. （下2冊は日本語訳）
  - ピョートル・アルシーノフ 『マフノ叛乱軍史　ロシア革命と農民戦争』 奥野路介訳、鹿砦社、1973年。
  - ピョートル・アルシノフ 『マフノ運動史　1918-1921　ウクライナの反乱・革命の死と希望』 郡山堂前訳、社会評論社、2007年。 ISBN 978-4784513031